# Rudolf Nokk
Rudolf Nokk (* 22. Oktober 1830 in Bruchsal; † 6. April 1914 in Baden-Baden) war ein deutscher Reichsgerichtsrat.

## Leben
Sein Vater war der Gymnasialdirektor und Mitglied der badischen zweiten Kammer Anton Nokk. Der Politiker Wilhelm Nokk (1832–1903) war sein Bruder. Er hat in Freiburg, Heidelberg und Bonn studiert. Während seines Studiums wurde er im Wintersemester 1851/52 Mitglied der Bonner Burschenschaft Frankonia. 1854 wurde der Badener vereidigt. 1862 wurde er Sekretär bei der Regierung des mittelrheinischen Kreises. 1864 wurde er Staatsanwalt in Karlsruhe und 1871 Oberstaatsanwalt. 1879 ernannte man ihn zum Oberlandesgerichtsrat. 1885 kam er an das Reichsgericht. Er war im  I. Strafsenat tätig. 1894 trat er in den Ruhestand, den er in Baden-Baden verbrachte.
Eine Straße in der Karlsruher Südweststadt ist nach Rudolf Nokk benannt.

## Belege
1. ↑  Badischer Beobachter Nr. 98, 8. April 1914, S. 2.
2. ↑  Gustav Toepke [Hrsg.]: Die Matrikel der Universität Heidelberg (6. Teil): Von 1846 - 1870; nebst e. Anh.: 1. Vorschriften über Immatriculation 1805 - 1868; 2. Verz. d. Rect. u. Prorect. 1669–1870, Heidelberg, 1907, S. 117, 161.
3. ↑  Verzeichnis der Alten Herren der Bonner Burschenschaft "Frankonia". vom 1. September 1901, S. 4.
4. ↑  Badischer Beobachter Nr. 98, 8. April 1914, S. 2.

## Quelle
- Adolf Lobe: Fünfzig Jahre Reichsgericht am 1. Oktober 1929, Berlin 1929, S. 357

| Personendaten    | Personendaten               |
| ---------------- | --------------------------- |
| NAME             | Nokk, Rudolf                |
| KURZBESCHREIBUNG | deutscher Reichsgerichtsrat |
| GEBURTSDATUM     | 22. Oktober 1830            |
| GEBURTSORT       | Bruchsal                    |
| STERBEDATUM      | 6. April 1914               |
| STERBEORT        | Baden-Baden                 |